# Festa dei popoli padani
La Festa dei popoli padani è stata una manifestazione a cadenza annuale, ritrovo politico degli appartenenti alla Lega Nord.

## Storia

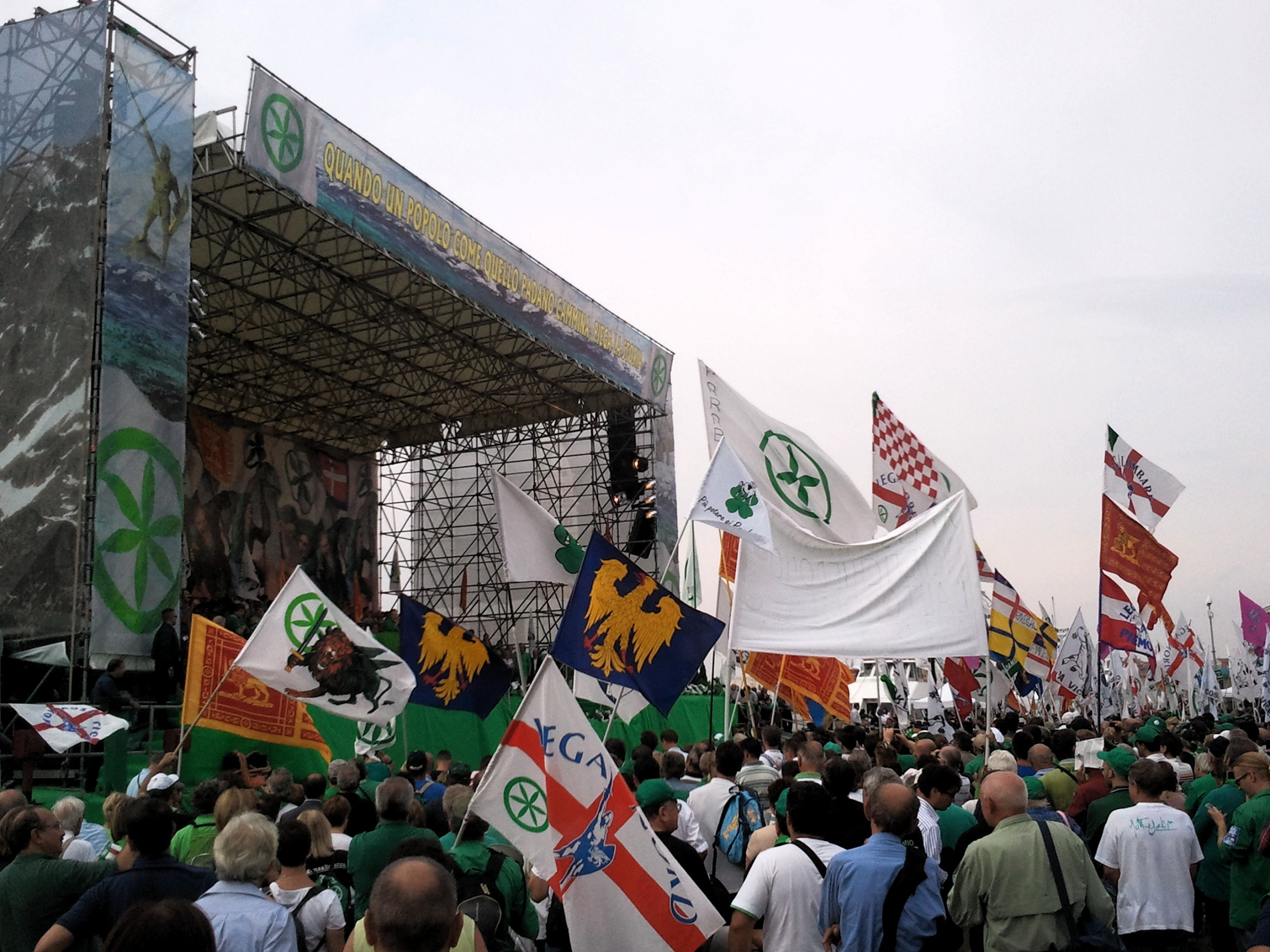
Discorso del segretario federale Umberto Bossi, 2011

L'appuntamento veniva organizzato dal 1996 presso la Riva dei Sette Martiri (e poi la Riva degli Schiavoni) a Venezia per celebrare l'indipendentismo padano. Nell'edizione del 2014 il luogo scelto fu Cittadella. Solo le edizioni del 2004, per la malattia del segretario Umberto Bossi, e quella del 2013 non si sono svolte, fino al 2015 (ultimo anno in cui si svolse la manifestazione).
Fino al 2011 la festa si è chiusa con la cerimonia del vuotamento dell'ampolla contenente l'acqua del Po prelevata dalla fonte a Pian del Re di Crissolo (gesto che apriva simbolicamente la festa); inoltre nella Riva veniva issata la bandiera della Padania e veniva suonato il Va, pensiero di Giuseppe Verdi, inno della Padania.
La Festa dei popoli padani era uno dei due eventi annuali più importanti per la Lega Nord assieme al raduno di Pontida. Il 2018 segna il passaggio dalla tradizionale camicia verde ad una crescente diffusione del colore blu, parallelamente al nuovo punto di raduno a Pian della Regina in sostituzione di Pian del Re.

## Elenco edizioni
| Data              | Città      | Edizione                     |
| ----------------- | ---------- | ---------------------------- |
| 15 settembre 1996 | Venezia    | I Festa dei popoli padani    |
| 14 settembre 1997 | Venezia    | II Festa dei popoli padani   |
| 13 settembre 1998 | Venezia    | III Festa dei popoli padani  |
| 12 settembre 1999 | Venezia    | IV Festa dei popoli padani   |
| 17 settembre 2000 | Venezia    | V Festa dei popoli padani    |
| 16 settembre 2001 | Venezia    | VI Festa dei popoli padani   |
| 15 settembre 2002 | Venezia    | VII Festa dei popoli padani  |
| 21 settembre 2003 | Venezia    | VIII Festa dei popoli padani |
| 18 settembre 2005 | Venezia    | IX Festa dei popoli padani   |
| 17 settembre 2007 | Venezia    | X Festa dei popoli padani    |
| 14 settembre 2008 | Venezia    | XI Festa dei popoli padani   |
| 13 settembre 2009 | Venezia    | XII Festa dei popoli padani  |
| 12 settembre 2010 | Venezia    | XIII Festa dei popoli padani |
| 18 settembre 2011 | Venezia    | XIV Festa dei popoli padani  |
| 7 ottobre 2012    | Venezia    | XV Festa dei popoli padani   |
| 21 settembre 2014 | Cittadella | XVI Festa dei popoli padani  |
| 13 settembre 2015 | Cittadella | XVII Festa dei popoli padani |

## Controversie
Nella prima edizione del 1996, il leader della Lega Nord si è rivolto così ad una signora che esponeva il tricolore: "Il tricolore lo metta al cesso, signora. Ho ordinato un camion di carta igienica tricolore personalmente, visto che è un magistrato che dice che non posso avere la carta igienica tricolore". Per questo e per un altro atto simile, Umberto Bossi è stato condannato per vilipendio nel 2001.
Durante l'edizione 2010 alcuni cittadini veneziani hanno costituito un comitato per esporre la bandiera italiana il giorno del raduno leghista. Inoltre il blogger e giornalista Piero Ricca, arrivato al raduno con una bandiera italiana, ad un altro blogger e a un consigliere comunale di Venezia del Movimento 5 Stelle è stato fortemente contestato e ha portato all'intervento delle forze di polizia.
Nell'edizione 2011 oltre all'esposizione della bandiera italiana a Venezia il giorno del raduno leghista, ci sono stati scontri con i centri sociali e c'è stata a Pian del Re la protesta dei sindaci contro i tagli del governo ai comuni provocati dal decreto-legge 138/2011.